# 二级集团军级政委
二级集团军级政委是苏联工农红军在1935年至1940年的一个军衔等级。与二级集团军级指挥员平级。

## 任命

### 1935年
1935年11月20日，苏联中央执行委员会与苏联人民委员会授衔：  
- 米哈伊尔·彼得罗维奇·阿梅林（英语：Mikhail Amelin） (1896-1937), 基辅军区政治副司令员
- 拉扎尔·瑙莫维奇·阿伦什塔姆（英语：Lazar Aronshtam） (1896-1938), 远东红旗特别集团军政治副司令员
- 安东·斯捷潘诺维奇·布林（英语：Anton Bulin） (1894-1938) 白俄罗斯军区政治副司令员
- 盖克·亚历山德罗维奇·奥谢皮扬（英语：Hayk Ovsepyan） (1891 - 1937) 时任工农红军政治部副主任
- 彼得·斯米爾諾夫 (1897-1939) 列宁格勒军区政治副司令员，加马尔尼克死后被提拔为总政治部主任，晋升一级集团军级政委，后升任副国防人民委员兼海军人民委员，1938年6月被捕，1939年2月被处决，1956年平反。
- 格奥尔基·伊万诺维奇·韦克利切夫：莫斯科军区政治副司令员
- 亚历山大·谢尔盖耶维奇·格里申：波罗的海舰队政治副司令员
- 格里戈利·伊万诺维奇·古金：黑海舰队政治副司令员
- 鲍里斯·米哈伊洛维奇·伊博：工农红军军事政治学院院长
- 谢尔盖·尼古拉耶维奇·科热夫尼科夫科：哈尔科夫军区政治副司令员
- 米哈伊尔·马尔科维奇·兰达（俄语：Ланда, Михаил Маркович）(1890-1938)：《红星报》总编辑
- 奥古斯特·伊万诺维奇·梅济斯：伏尔加河沿岸军区政治副司令员
- 格里戈利·谢尔盖耶维奇·奥库涅夫：太平洋舰队政治副司令员
- 亚历山大·利沃维奇·希夫列斯：工农红军军事经济学院院长
- 扬·卡尔洛维奇·别尔津 红军情报部部长
- 伊万·瓦西里耶维奇·罗戈夫 副海军人民委员兼海军总政治部主任
- 尼古拉·伊万诺维奇·比留科夫 远东红旗独立第2集团军政治副司令员
- 拉基米尔·尼古拉耶维奇·鲍里索夫 基辅军区政治副司令员
- 帕维尔·斯捷潘诺维奇·斯捷潘诺夫 苏联空军政治副司令员
- 费奥多尔·费多托维奇·库兹涅佐夫 苏军副总参谋长

### 1937
- 扬·别尔津 (1889-1938) :工农红军军校部部长.
- 列夫·扎哈洛维奇·麦赫利斯

### 1938
- 叶菲姆·阿法纳西耶维奇·夏坚科  苏联副国防人民委员兼红军指挥人员管理部长